# Bainville-sur-Madon
Bainville-sur-Madon é uma comuna francesa na região administrativa de Grande Leste, no departamento de Meurthe-et-Moselle. Estende-se por uma área de 5,88 km². Em 2010 a comuna tinha 1 428 habitantes (densidade: 242,9 hab./km²).